# 砦なき者
『砦なき者』（とりでなきもの）は、野沢尚の長編小説。また、それを原作としたテレビドラマ。
2002年に講談社文庫から発表された。破線のマリスの後日談という設定であり、同様にテレビ局の問題を扱っている。

## あらすじ
3つのエピソードからなり、特にテレビドラマ化された3つ目のエピソードが中心となっている。

## テレビドラマ
テレビ朝日開局45周年記念ドラマスペシャルとして、2004年4月2日金曜日21:00 ~ 23:09にテレビ朝日系列で放送された。原作者の野沢尚が自ら脚本を手がけている。演出の鶴橋康夫はこの作品で芸術選奨文部科学大臣賞を受賞した。
本作は野沢が自ら脚本を完成させた最後のドラマとなった。テレビの作り手と視聴者の関係悪化に警鐘を鳴らす意味で作られた作品だが、前週で終了した『ニュースステーション』枠のつなぎ的なドラマとして放送していた。視聴率は9.0％（関東地区。ビデオリサーチ調べ）。
東北新社からDVDが発売されていたが廃盤となっている。

### あらすじ（テレビドラマ）
女子高生・古谷めい子はあるビジネスホテルで突然自殺した。その少女は自殺する前日に、ニュース番組の特集で少女売春の元締めとして報じられたばかりであった。
首都テレビの人気ニュース番組「ナイス・トゥ・テン」のニュースキャスター長坂文雄（役所広司）は、めい子の特集に余り乗り気ではなかったが、企画を担当した同番組女性ディレクターに煽られ、特集を組むことになった経緯がある。
ライバルである東洋テレビが女子高生の恋人と名乗り出た八尋樹一郎（妻夫木聡）に独占インタビューを行い、懸命にめい子のことをかばうその姿で、一躍カリスマ青年となった。しかし八尋は実は裏の顔を持ち…。

### キャスト
長坂 文雄（ながさか ふみお）
演：役所広司
首都テレビニュース番組「ナイス・トゥ・テン」キャスター、52歳。
八尋 樹一郎（やひろ きいちろう）
演：妻夫木聡
謎の青年、自殺した古谷めい子の恋人、23歳。
逢沢 瑤子（あいざわ ようこ）
演：鈴木京香
首都テレビニュース番組「ナイス・トゥ・テン」ディレクター、30歳。
倉科 研司（くらしな けんじ）
演：内野聖陽
首都テレビ報道局専任部長、39歳。
有川 博文（ありかわ ひろふみ）
演：大杉漣
首都テレビ報道局長、55歳。
進藤 安弘（しんどう やすひろ）
演：六平直政
少女売春に関する情報提供者、55歳。
古谷 めい子（ふるや めいこ）
演：真木よう子
女子高校生、のちに自殺、17歳。
小林 久彦（こばやし ひさひこ）
演：田山涼成
首都テレビ広報局長、56歳。
森島 一朗（もりしま いちろう）
演：近藤芳正
首都テレビチーフプロデューサー、35歳。
広田 隆治（ひろた りゅうじ）
演：塩見三省
首都テレビ編成局長、57歳。
八尋 大樹（やひろ ひろき）
演：本田博太郎
八尋樹一郎の父、故人、42歳。
八尋 綾子（やひろ あやこ）
演：筒井真理子
八尋樹一郎の母。
小百合（さゆり）
演：もたいまさこ
女将。
多島 芳之（たじま よしゆき）
演：岩松了
大学教授、59歳。
笠原 文子（かさはら ふみこ）
演：銀粉蝶
樋口AD
演：尾野真千子
暗殺者
演：橋龍吾
ほか

### スタッフ
- 原作：野沢尚『砦なき者』（講談社文庫刊）
- 脚本：野沢尚
- 監督：鶴橋康夫
- 音楽：宇崎竜童「マリオネット」
- 制作総括：早河洋（テレビ朝日）
- 企画：岩永恵（テレビ朝日）、小橋智子（テレパック）
- プロデューサー：黒田徹也（テレビ朝日）、田辺隆史（東北新社）
- 制作：テレビ朝日、東北新社

| スタブアイコン | サブスタブ | この項目は、まだ閲覧者の調べものの参照としては役立たない、文学に関連した書きかけの項目です。この項目を加筆・訂正などしてくださる協力者を求めています（P:文学、PJ:ライトノベル）。項目が小説家・作家の場合には{Writer-substub}を、文学作品以外の本・雑誌の場合には{Book-substub}を貼り付けてください。 |